# Stubendorffia lipskyi
Stubendorffia lipskyi är en korsblommig växtart som beskrevs av Nikolaj Adolfovitj Busj. Stubendorffia lipskyi ingår i släktet Stubendorffia och familjen korsblommiga växter. Inga underarter finns listade i Catalogue of Life.